# دييغو فرانكا
دييغو فرانكا هو لاعب كرة قاعدة برازيلي، ولد في 6 أبريل 1987 في مارينغا في البرازيل.